# 朱爾斯·達辛
朱爾斯·達辛（Jules Dassin，1911年12月18日—2008年3月31日）是一位美國電影導演，主要的作品以黑色電影為主，後來移居到希臘居住。

## 作品
- 1941年：《洩密的心（英语：The Tell-Tale Heart (1941 film)）》（The Tell-Tale Heart）
- 1942年：
  - 《納粹特工》（Nazi Agent）
  - 《瑪莎的情事》（The Affairs of Martha）
  - 《法蘭西小姐》（Reunion in France）
- 1943年：《年輕主義》（Young Ideas）
- 1944年：《坎特維爾的幽靈（英语：The Canterville Ghost (1944 film)）》（The Canterville Ghost）
- 1945年：《給伊維的信》（A Letter for Evie）
- 1946年：《兩個聰明人》（Two Smart People）
- 1947年：《血濺虎頭門（英语：Brute Force (1947 film)）》（Brute Force）
- 1948年：《不夜城》（The Naked City）
- 1949年：《盜賊公路》（Thieves' Highway）
- 1950年：《四海本色》（Night And the City）
- 1955年：《男人的爭鬥》（Du rififi chez les hommes）
  - 獲得第8屆坎城影展最佳導演獎
- 1957年：《該死的人》（Celui qui doit mourir）
- 1959年：《曠夫情婦（意大利语：La legge (film)）》（La legge）
- 1960年：《痴漢艷娃》（Ποτέ την Κυριακή）
  - 提名奧斯卡最佳導演獎
  - 提名奧斯卡最佳原創劇本獎
- 1962年：《菲德拉（希腊语：Φαίδρα (ταινία)）》（Φαίδρα）
- 1964年：《土京盜寶記（英语：Topkapi (film)）》（Topkapi）
- 1966年：《夏夜十點半》（10:30 P.M. Summer）
- 1968年：
  - 《和平之戰（希伯来语：המלחמה על השלום (סרט, 1968)）》（המלחמה על השלום）
  - 《不安（英语：Uptight (film)）》（Uptight）
- 1970年：《母子淚（英语：Promise at Dawn (1970 film)）》（Promise at Dawn）
- 1974年：《排演（希腊语：Η δοκιμή (ταινία, 1974)）》（Η δοκιμή）
- 1978年：《熱情之夢》（Κραυγή γυναικών）
- 1981年：《十六歲之愛》（Circle of Two）

## 外部連結
- 朱爾斯·達辛在互联网电影资料库（IMDb）上的資料（英文）
- New York Times obituary （页面存档备份，存于）